# Scotiptera gagatea
Scotiptera gagatea är en tvåvingeart som först beskrevs av Robineau-desvoidy 1830.  Scotiptera gagatea ingår i släktet Scotiptera och familjen parasitflugor. Inga underarter finns listade i Catalogue of Life.